# Boiko Borísov
Boiko Metodiev Borísov (en búlgaro: Бойко Борисов) (Bankya, Bulgaria, 13 de junio de 1959) es un político búlgaro que fue primer ministro de Bulgaria entre julio de 2009 y marzo de 2013, posteriormente, desde el 7 de noviembre de 2014 hasta el 27 de enero de 2017, y nuevamente electo primer ministro el 4 de mayo de 2017, hasta el 12 de mayo de 2021. Es ingeniero con grado de teniente por el Instituto de Estudios Superiores del Ministerio del Interior en 1978, con especialidad en lucha contra incendios

## Biografía
En 1978, ingresó al servicio de la policía de Sofía, adscrita al Ministerio del Interior de la República de Bulgaria. En 1982, fue Comandante de Pelotón y luego Comandante de Compañía. Entre 1985 y 1990, realizó estudios superiores en el Instituto Superior de Entrenamiento e Investigación Científica del Ministerio del Interior, donde obtuvo el título de Doctor en Ciencias. En 1990 abandonó la estructura del Ministerio del Interior.
En 1991, fundó la empresa WON-1 Ltd. El 1 de septiembre de 2001, fue nombrado Secretario General del Ministerio del Interior, encargado del sistema policial búlgaro, y le otorgaron el grado de Coronel del Ministerio del Interior, de Mayor General y luego el de Teniente General.
El 10 de noviembre de 2005, Borísov fue nombrado alcalde de la capital búlgara por decisión del Consejo Municipal de Sofía N° 270 del 6 de noviembre de dicho año.
Ha recibido varios reconocimientos, diplomas y medallas nacionales y extranjeras (Estados Unidos, Rusia, Francia, España, Turquía, Italia y Europol) en el cumplimiento de su deber como oficial de seguridad, en particular por su lucha contra el crimen y el mantenimiento del orden público.[cita requerida]
Ha realizado una importante labor social, donando su sueldo mensual durante sus funciones en el Ministerio del Interior a un fondo de ayuda para hijos de oficiales de policía fallecidos en el cumplimiento de su deber, así como de apoyo a sus familias.[cita requerida]
Es, además, un activo deportista en la especialidad de karate, con un 7.º Dan. Ha sido entrenador del equipo nacional de karate durante muchos años, así como árbitro internacional en la especialidad.
Dentro de las políticas nacionalistas del Ejecutivo Boyko Borissov lanzó el plan de Estrategia para la Integración Social. La iniciativa buscaba limitar el número de nacimientos en las familias gitanas, crear escuelas laborales exclusivas para ellos y programas de trabajo forzado.

## Primer ministro
El pasado 27 de julio de 2009, Boiko Borísov llegó al puesto de primer ministro en Bulgaria.
Bajo los gabinetes de Borisov, Bulgaria pasó a ser el miembro más pobre de la UE, con casi una cuarta parte de su población por debajo de las líneas nacionales de pobreza. La inversión extranjera directa cayó y la corrupción desenfrenada condujo al rechazo repetido de los intentos de Bulgaria de unirse al Área Schengen. Los resultados electorales de Borisov y su partido se vieron ensombrecidos por acusaciones de fraude y manipulación en 2013 y 2015  y en 2019 tanto a nivel local como para el Parlamento Europeo. Las amenazas judiciales contra opositores y los ataques contra periodistas aumentaron hasta el punto en que el periodismo en Bulgaria se volvió "peligroso" según Reporteros sin Fronteras, que clasificó a Bulgaria en el puesto 111 a nivel mundial en libertad de prensa en 2019

Ganó en las elecciones legislativas de 2009, siendo elegido primer ministro, al adelantarse a los otros partidos políticos en la primera ronda, y posteriormente ganando poco más del 50% del sufragio en la segunda.
Una oleada de protestas por las tarifas eléctricas se inició a principios del 2013 tras la masiva privatización y liberalización del área energética llevada a cabo por Borisnov. Una factura de electricidad cuesta como media 350 euros aproximadamente, teniendo en cuenta que se aumentó un 13% el julio del 2012. Además, Bulgaria está dividida en tres partes para la distribución de esta energía; en la primera la compañía checa CEZ, en la segunda la compatriota de la primera, la compañía Energo-Pro y finalmente, en la tercera la austriaca EVN. Esta presión popular causó que el 20 de febrero de 2013 todo el gobierno búlgaro, de Borisov, dimitiera en bloque.
El 23 de julio de 2020 ha anunciado el cese de ministros de Interior, Economía y Turismo tras la protestas contra el Ejecutivo y la moción de censura superada en el Parlamento.

### Acusaciones de corrupción
Boïko Borissov es considerado la "piedra angular de los excesos mafiosos del país". Se dice que la corrupción se ha extendido bajo su gobierno, convirtiendo a Bulgaria en el país peor clasificado de la Unión Europea por la ONG Transparencia Internacional. El primer ministro y su entorno se habrían beneficiado, en particular, de un sistema de malversación de fondos europeos destinados a la construcción de autopistas. Según el politólogo Evgenii Dainov, Boïko Borissov "ha impuesto la estructura feudal de una banda de la que él es el jefe, con sus lugartenientes a su alrededor y jefes locales, algunos de los cuales tienen antecedentes penales. Su objetivo: sacar provecho privado de los fondos públicos". A pesar de la divulgación de documentos comprometedores, como grabaciones de audio o fotos tomadas por una de sus amantes en las que se ven numerosos fajos de billetes de 500 euros en un cajón, la justicia nunca ha abierto una investigación.
Bulgaria tampoco ha sido nunca sancionada por la Unión Europea, lo que algunos analistas atribuyen a la proximidad de Boiko Borissov a la canciller alemana Angela Merkel y al Partido Popular Europeo. No obstante, un informe de la Comisión sobre el Estado de Derecho, y posteriormente una resolución del Parlamento Europeo, denunciaron el "mal uso sistemático" de las subvenciones de la UE, la falta de independencia del poder judicial, así como el control de los medios de comunicación por parte de los oligarcas cercanos al poder.